# ماده فسفری

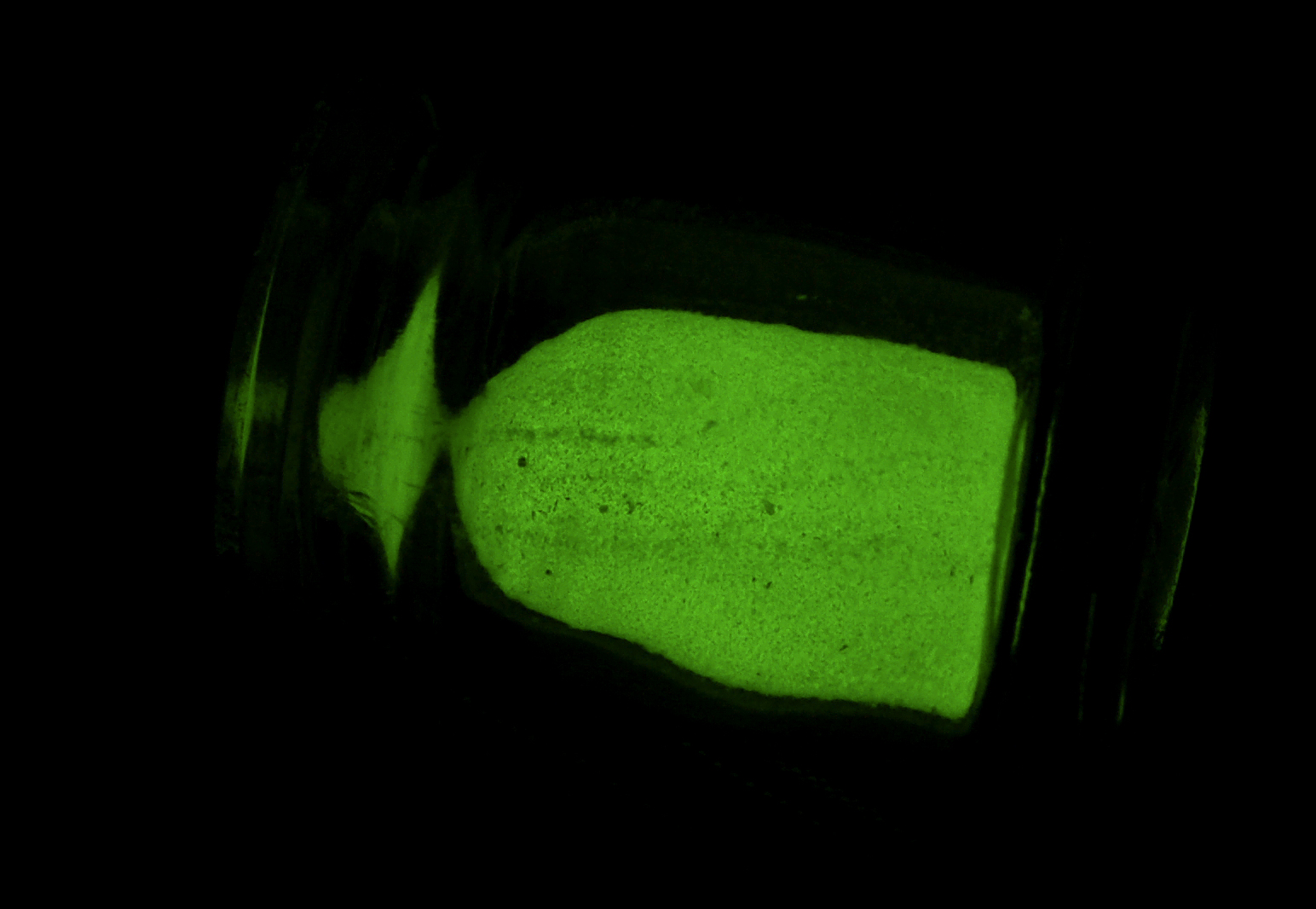
نمونه‌ای از فسفرتابی

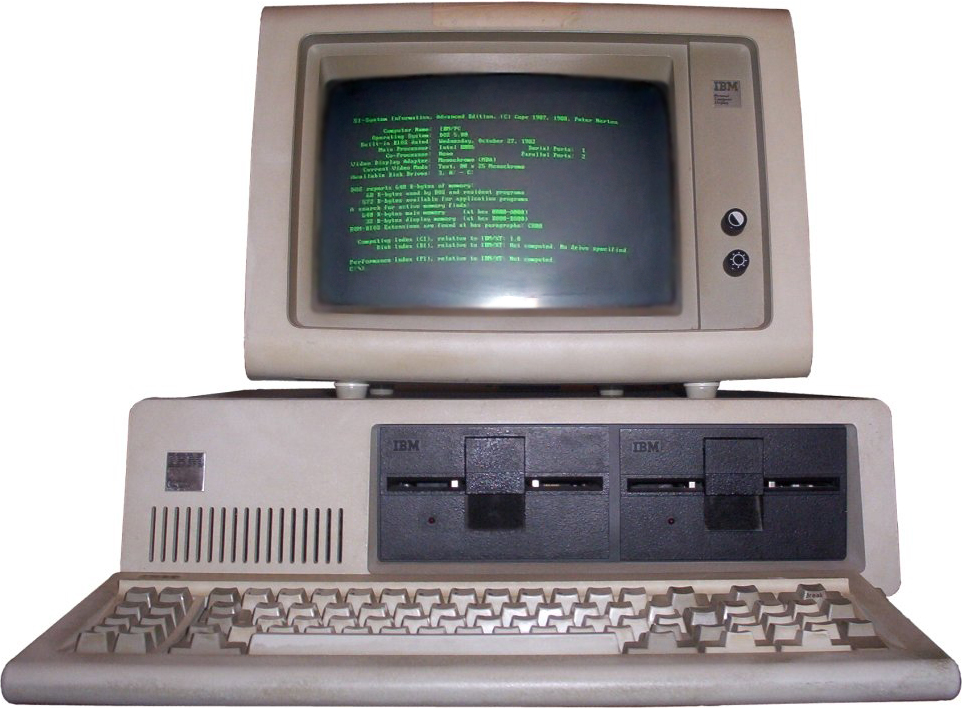
نمایشگر مونوکروم

ماده فسفری (به انگلیسی: Phosphor) ماده‌ای است که پدیده لومینسانس را نشان می‌دهد؛ یعنی هنگامی که در معرض نوعی از انرژی تابشی قرار می‌گیرد، نور را گسیل می‌کند. این اصطلاح برای هر دو پدیده فلورسانس یا فسفرتابی موادی که در مواجهه با پرتو فرابنفش یا نور مرئی می‌درخشند و نیز پدیده کاتدولومینسانس موادی که در اثر برخورد پرتو کاتدی در لامپ پرتوی کاتدی می‌درخشند، به‌کار می‌رود.
هنگامی که یک ماده فسفری در معرض تابش قرار می‌گیرد، الکترون مداری در مولکول‌های آن به تراز انرژی بالاتری می‌رسند و هنگامی که به سطح قبلی خود بازمی‌گردند، انرژی را به عنوان نور یک رنگ خاص ساطع می‌کنند. مواد فسفری را می‌توان به دو دسته تقسیم کرد: مواد فلورسانس که بلافاصله انرژی ساطع می‌کنند و با خاموش شدن تابش برانگیخته دیگر، درخشش را متوقف می‌کنند و مواد فسفرتاب که با تأخیر انرژی را ساطع کرده و بنابراین پس از خاموش‌شدن منبع تابش همچنان و با کاهش روشنایی در طی یک دوره از میلی ثانیه تا چند روز می‌درخشند.
مواد فلورسنت در کاربردهایی استفاده می‌شود که فسفر به‌طور مداوم برانگیخته می‌شود: لامپ پرتوی کاتدی (CRT) و صفحه نمایش ویدئویی پلاسما، صفحه‌های نمایش فلوئوروسکوپی، لامپ‌های فلورسنت، حسگرهای جرقه سنج و دیودهای نورگسیل (LEDs) سفید.
مواد فسفرتاب در جاهایی که به نور پایدار نیاز است استفاده می‌شود، مانند صفحه‌های ساعت و ابزارهای هواپیما که در تاریکی می‌درخشند و در صفحه‌های رادار به هدف اجازه می‌دهد تا هنگام چرخش پرتو رادار قابل مشاهده باشد. مواد فسفری لامپ پرتوی کاتدی یا CRT در آغاز جنگ جهانی دوم استاندارد شدند و با حرف "P" و سپس یک عدد مشخص می‌شوند.
فسفر، عنصر شیمیایی ساطع‌کننده نور که مواد فسفری نام خود را از آن گرفته‌اند، به دلیل تابناکی شیمیایی نور ساطع می‌کند نه فسفرتابی.